# Sarduri I
Sarduri I va ser rei d'Urartu de l'any 844 aC al 828 aC.
No se sap de cap parentiu amb el seu antecessor Arame. A les fonts apareix com a fill de Lutipri, persona que segons algunes inscripcions podria haver regnat també a Urartu. Va transferir la capital d'Arzashku (Manazkert) a Tuixpa, més ben defensable i abastible (l'armènia Tosp a la regió de Tospitis, la ciutat de Van).
Salmanassar III d'Assíria va atacar el país l'any 831 aC. L'exèrcit assiri va travessar el riu Arsànies o Muradsu i va avançar cap a les muntanyes, però per les mateixes fonts assíries se'n dedueix una derrota. El 828 aC va atacar els districtes fronterers i va sotmetre a tribut al príncep de Khubuxkia (avui Djelamerk) que es deia Datana. Després l'exèrcit assiri va passar al Mutsatsir (entre el Mont Djelo i l'Ushnu) que no va poder sotmetre, i van seguir més al nord, al país de Manna (al sud de la ciutat d'Urmia) on era rei Ualki que va fugir a les muntanyes sense sotmetre's. Finalment l'exèrcit va entrar al regne de Gilzan (regió de Salmas al nord-oest del llac Urmia) on el rei Upu va acceptar de pagar tribut.
Sarduri va morir l'any 828 aC i el va succeir el seu fill Ishpuini.